# Virginie Darmon
Virginie Darmon és una actriu francesa.

## Biografia
Virginie Darmon va néixer l'any 1968. És la filla de Gérard Darmon i de Nicole Recoule.

## Filmografia
Cinema
- 1993: Pas d'amour sans amour d'Evelyne Dress - La jove dona embarassada
- 1994: Le Voleur et la menteuse  de Paul Boujenah
- 1995: Le bonheur est dans le pré d'Étienne Chatiliez - Xip Thivart
- 1998: Le Plaisir (et ses petits tracas)  de Nicolas Boukhrief - Jeanne, la infermera
- 2001: El pacte dels llops (Le Pacte des loups) de Christophe Gans - La xerraire
- 2001: La Faute à Voltaire d'Abdellatif Kechiche - Leila
- 2003: Brocéliande de Doug Headline - El secretari del bar
- 2004: Saint Ange de Pascal Laugier - Mathilde

Televisió
- 1990: Navarro - episodi: Barbès de l'aube à l'aurore de Gérard Marx - Farida
- 2004: Boulevard du Palais - episodi: Bellesa traïda de Renaud Bertrand - Mme Vendrenne
- 2005: Commissaire Valence - episodi: Le môme de Patrick Grandperret (sèrie TV) - Josiane Fleury
- 2010: Avocats & associés - episodi: La chute d'Alexandre Pidoux (sèrie TV) - Laetitia Debeve